# 中华人民共和国人口贩卖
中华人民共和国是人口贩卖的主要來源國、重要中轉國和目的地國，主要集中在強迫勞動和強逼賣淫。来自中国大陆的妇女和儿童被贩卖到非洲、欧洲、拉丁美洲、中东和北美地区，而被贩卖到臺灣、泰国、马来西亚和日本的人则在当地主要从事被严重剥削的性工作和被强迫的高强度体力劳动。来自缅甸、越南、蒙古、前苏联（波罗的海国家除外）、朝鲜、羅馬尼亞、印度尼西亚、尼泊尔、巴基斯坦和加纳的妇女和儿童被贩卖到中国后，主要也从事被严重剥削的性工作和被强迫的高强度体力劳动。
中華人民共和國涉及人口販賣的罪行有拐卖妇女、儿童罪。2021年，中华人民共和国国务院办公厅出台《国务院办公厅关于印发中国反对拐卖人口行动计划（2021—2030年）的通知》，以预防、打击国内外拐卖人口犯罪问题，积极救助、妥善安置被拐卖受害人，并促进被拐卖受害人身心康复和回归家庭、社会，保障公民合法权益。

## 定义
根据2000年联合国所制定的《关于预防、禁止和惩治贩运人口特别是妇女和儿童行为的补充议定书》和《联合国打击跨国有组织犯罪公约》的一部分，涉及「剥削目的」、「使用武力或其他胁迫手段」、「招募、运送、转移、窝藏或接收人员」皆属于人口贩卖行为。
协定书进一步将“剥削”解释称：一个人如果卷入「为他人进行性交易」和「其他形式的性剥削」等情况，不论其本人是否意愿，都被视为「对受害者的一种贩卖行为」。
贩卖人口用于性交易，包括一般的为了卖淫获取利益的目的，也包括拐骗强制成年或未成年妇女卖给他人成婚，以此牟取暴利。
但就《中华人民共和国刑法》而言，只单设立了“拐卖妇女儿童罪”，对成年男性的人口贩卖只能改由其他罪名审判。

## 范围

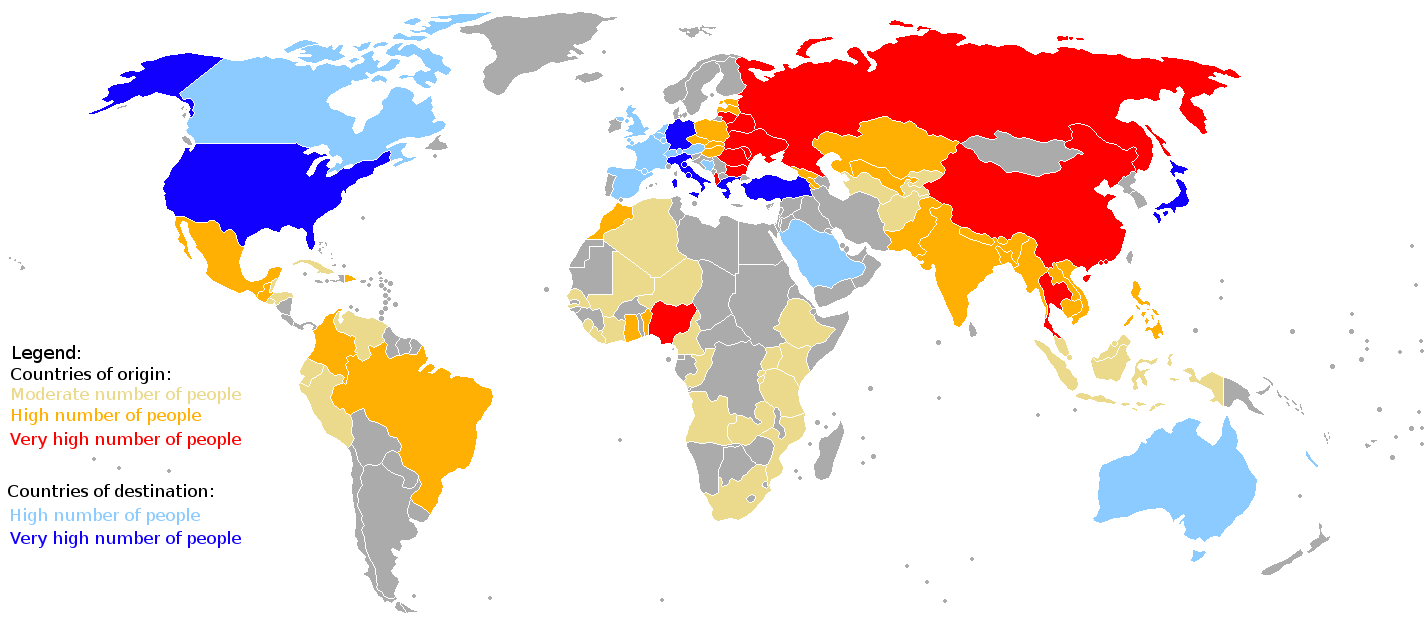
全球人口贩卖状况图。（注：红色为贩卖人口的来源国，蓝色为贩卖人口的目的地国，颜色越深越严重，颜色越浅越轻。）

联合国跨组织反对拐卖人口项目小组（英文简称：UNIAP）报告称，每年大约有60万农民工离开中国到海外务工。这个数字是中华人民共和国劳动和社会保障部所统计的人数，但这个数据并不包括那些没有护照离境的人。这里面或许可能有高达90%的工人通过不受管制和政府不为所知的的渠道离境到海外务工或移民。
中国大陆去往海外的女性移民人数也在迅速增加，其中大多数是17至25岁的年轻女孩。有人指出，中国越境贩卖妇女的现象正在增加。被贩卖到中国的无证件移民主要来自越南、俄罗斯、朝鲜和缅甸。联合国打击跨国有组织犯罪行动组指出，许多被贩卖的人是从中国的西南部离境，并通过缅甸中转被贩卖到泰国和马来西亚等国。
跨国贩卖人口有各种各样的目的，从性剥削、强迫婚姻、非法收养、强迫劳动甚至是乞讨。例如，在1989年到1999年之间，广西壮族自治区就发现有8000名越南女性嫁给了当地的中国男性，而这些越南女性其中一些是由朋友和亲戚介绍的，而绝大多数被发现是被贩卖到中国的。
中国国内长期存在拐卖儿童和妇女的罪行。根据2007年到2008年中期媒体报道的贩卖案件分析，云南省和贵州省是人口贩卖的主要来源省份。。2022年，因江苏徐州八孩母亲被锁链事件曝光，徐州成为最受瞩目的贩卖妇女目的地。

#### 关于人口贩卖的报道
根据UNIAP对中国人口贩卖的独立调查报告称，在2006年至2007年间，中国纸质媒体总共报道了800起关于人口贩卖的案例。研究发现年龄和性别等因素与贩卖不同类型的人口之间存在联系。例如，为了满足收养需求而贩卖年轻男孩，为了性剥削需求而贩卖女孩和年轻妇女。
其中，主要的贩卖手段包括: 欺诈和欺骗，占37% ; 绑架，占26% ; 滥用权力或处于弱势地位，占17% ; 对躯体的暴力行为，占5% 。纸质媒体对被贩卖受害者的报道比例占到58%，而这些人分别被贩卖后，所从事的行业有：强逼卖淫，占19% ; 娱乐业、美髮或按摩院，占9% ; 砖窑，占9% ; 制造业，占4% ; 家务劳动，占3% ; 强迫乞讨，占3% ; 其他情况，占11% 。

#### 强迫劳动者的地理分布
根据UNIAP对中国人口贩卖的独立调查报告称，从2007年到2008年中期媒体报道的301起人口贩卖案件进行了分析，确定云南省和贵州省是人口贩卖的主要来源省份。福建省、广东省和山东省是主要是人口贩卖的目的地省。而河南省既是人口贩卖的来源省，也是目的地省。
贩卖受害者的来源地和目的地之间也有密切的联系。大多数被贩卖的受害者都来自中国人均GDP最低的省份，如云南省和贵州省。而如福建省、广东省和山东省这些人均GDP很高的省份，则是购买这些被贩卖人口的主要目的地，因为当地有巨大的外来人员需求和经济资源开发，这些被贩卖的人口通常会被用来进行强迫劳动。
中国仍然是世界各地遭受强逼卖淫的女孩和妇女的重要来源。人口贩子通常从中国农村地区招募女孩和年轻妇女，利用欺骗性的工作机会或收取高额旅行费用，并以身体或经济伤害相威胁等手段，强迫她们从事性交易服务。中国妇女和年轻女孩在被贩卖到国外的各种地区，其环境也是千差万别，有时还与中国农民工统一住在工厂、矿场和伐木营地。

#### 中国人口贩卖的主要枢纽
人口贩卖问题在中国的1.5亿流动人口中表现的最为明显。强迫劳动在中国仍然是一个严重的问题，报告称，在中国各地的砖窑、煤矿、工厂和建筑工地有大量关于儿童、成年人和移民工人的强制劳动的确认报告。例如，2009年5月，媒体报道了安徽省砖窑强迫劳动的案件，在那里，患有智障的劳工受到类似奴隶的待遇。
在中国，猖獗的人口贩卖也常常归咎于长达十年并导致性别失衡的一孩政策以及普遍的结婚欲望。在妇女严重短缺的社区里，男人们面临着找新娘的巨大压力。当他们无力支付当地妇女的高额彩礼时，男人们就会更偏向于选择购买从其他地区被绑架贩卖过来的女子。国内被用于“婚姻”目的所拐卖的女子新娘其主要来源地是云南省、四川省和贵州省的偏远贫困地区，这些地区的贫困使妇女更容易遭受拐卖。人贩子通常把这些妇女卖到遥远的地区，如陕西省、宁夏回族自治区、广西壮族自治区、海南省和广东省等性别比例严重失衡、男性面临婚姻挤压的省份。还有不少地区也存在拐卖婚姻的严重问题，如2022年初江苏徐州八孩母亲事件，凸显监管失效。作家长平指出，以本次事件中的丰县政府为代表的地方政府，对光棍“买媳妇”所涉及的人口买卖、拘禁、强奸等犯罪行为不主动干预，包庇纵容，致使贩卖妇女、儿童问题长期得不到治理。八孩母亲杨某侠事件发酵后，当地政府不仅没有追责，还允许涉嫌骗奸和违法婚姻的董志民成为网红。

## 人口贩卖种类

#### 童工
儿童尤其容易成为被强迫劳动的对象。美国国务院发布了一份报告指出“中国儿童被迫参与卖淫和各种形式的强迫劳动，包括乞讨、偷窃、卖花、在砖窑和工厂工作；而在大陆从事在外务工的劳工的孩子特别容易被贩卖。”例如，报告称，在砖窑、低技术服务部门、小作坊和工厂皆发现有童工参与工作。这些报告发现，这些未成年劳工通常都是13岁到15岁不等，有些甚至只有10岁。据外国媒体报道，作为“勤工俭学”计划的一部分，学校甚至组织学生被迫采摘棉花，而学生通常在毕业证的威胁下被学校交给企业或者工厂进行劳力剥削。学生没有任何发言权提出他们未来如何就业的问题，更无法保障他们自身的权益。
中国强迫劳动和使用童工的具体规模尚不清楚，部分公开的信息是来自是美国国务院发布的关于人口贩卖的报告，并且美国政府只公布了一些比较有限的信息。2014年，美国劳工部发布了一份《使用童工强迫劳动生产的商品清单》文件 ，其中显示中国使用童工生产并对外提供了12种商品，从砖、煤、棉花、电子产品、烟花和圣诞装饰品。

#### “弃婴”
在计划生育政策下，有地方政府和福利院勾结，将超生的婴童抢走当作“弃婴”，甚至是以低价买入贩卖而来的孩童，再以高价有偿“送养”给外籍人士。

#### 性交易
中国大陆对人口贩卖的法律定义并不包括将14岁以上儿童视为遭受性交易目的的人口贩卖受害者。中国法律只承认除绑架以外的如“威胁人身伤害”或“非人身伤害”胁迫的贩卖形式，在美国国务院的报告中：“中国《刑法》第244条将强迫劳动定为刑事犯罪，但在只有情节严重的情况下，才处于罚款和不超过三年的刑期。由于处罚的力度不够严厉外，中国对于贩卖的定义不包括贩卖男性受害者或成年劳工。

#### 残障妇女拐作生育
中国农村普遍重视传宗接代的现象，部分年长未婚男性会拐卖残障妇女，用以生育后代。相关现象在1980-2000年代尤为超出，多在2010年代揭露。被拐妇女精神残障，缺乏起居飲食自理能力，一般被“丈夫”置之不理，生孩子之后不少被关在卫生情况恶劣的屋子里。由于精神残障者无民事行为能力，法律上不能结婚。相关案例：
- 2006年山东兰陵县芦柞镇。一名脑瘫女子赵某（1987年生，19歲）的母亲收了1700元彩礼，把女儿卖给患梅毒的男子（1972年生，34歲）。二人沒結婚但生下9个孩子，赵某与儿子也感染了梅毒。2021年曝光。[15][16]
- 2000年湖南平江縣大洲鄉。2013年湖南電視台《尋情記》以「76歲老人和29歲妻子溫情相守」温情包裝事件，令事件曝光。[17][18]
- 2004年广西容县六王镇。1963年生，41岁。2020年以“男子锁妻十年还曾弑母”之名曝光。[19][20]

#### 健全女性拐作生育
即使是健全的女性，也有不少被拐作生育的案例，例如徐州八孩母親事件。此外，也有不少女大學生被人販子拐賣後，以廉價賣給貧困山區作生育工具的案例。
不少健全女性被拐賣後，因持續被虐待及生活環境惡劣，導致殘障。

#### 偷渡诈骗园区
2019冠状病毒病疫情爆发后，由于通过线上处理事务的需求越来越大，电信诈骗数量急剧增加，一些东南亚国家的电诈园区会以高薪招聘等理由吸引受害者与中国境内的蛇头接头偷渡出国，受害者再被以「3万~15万元不等的价格」被卖进赌场或诈骗组织。2023年6月7日，国际刑警组织发布了有关人口贩卖的研究，指出数以万计的人正在柬埔寨、老挝、缅甸等东南亚国家被贩卖，至少4个亚洲国家出现了贩卖中心。

## 人口贩卖案有关的纪实文学作品
- 徐州早年特大劫持拐卖妇女案《黑色漩涡》

早年在徐州发生当时轰动全国的一桩特大劫持拐卖妇女案，该案记录于调查报告文学《黑色漩涡》，发表于江苏省作家协会主办的杂志《雨花》1988年第十期（总第二〇八期）。    文中提到： “被这伙犯罪集团劫持、拐卖的妇女多达101人，其中有11人被强奸、轮奸，年龄最小的只有13岁。受害者绝大多数是未婚女青年，有农民、干部、待业青年，精神病患者⋯⋯。”
- 南方周末-《被拐六年》

2001年《南方周末》记者陈韵秋的报道《被拐六年》，受害人是北京只有14岁的一名初中女生，被拐卖不久便遭到强奸并被安排结婚，在“丈夫”的“老姨夫”村党支部书记的运作下，有了新的户口本以及结婚证。女孩六年来一直试图逃跑，每次都被抓回并遭毒打。仅仅是朴实的描写和平静的叙述，令人不寒而栗，令人窒息。
- 电影《盲山》

八孩事件曝光以来，一部2006年的电影《盲山》突然得到了很大的关注。为拍《盲山》，电影导演李杨接触了20多个被拐卖妇女。主角女大学生，被人贩子卖到了山区，被打被强奸还被迫生下了孩子，但她始终没有放弃逃跑。 由于讨论的声音太多，李杨最近索性放开了版权，并表示欢迎大家观看。  被拐卖妇女也不乏大学生、研究生, 李杨说: “甚至有人民大学的一个青年教师、博士，被拐卖到农村六七年，也生了孩子，后来跑出来。学校里也没给她留职位。”

## 打擊
2022年3月，中華人民共和國公安部会同民政部、国家卫健委、全国妇联部署在全国组织开展打击拐卖妇女儿童犯罪专项行动。7月4日，中華人民共和國公安部公布中国5000余个免费采血点信息。
博客名为"上官正义"13岁嵩山少林寺习武，19岁服兵役,卧底襄阳健桥医院一年2023年11月6发表院长叶有芝(已刑事拘留2022年5月，上官正义已经解救被拐儿童百余名)利用抖音长期公开贩卖出生证、贩卖疫苗本、贩卖婴儿犯罪活动，广西南宁、廉江金山泰华等地医院(已判刑九个月刑满释放江某某被判处9个月，罚款3000元)勾结司法局从事非法司法鉴定。
上官正义苏州北站抓获贩卖婴儿的罪犯。
湖南益阳现代儿童妇女医院2018年“贩婴”案，目前已有45名嫌犯落网15名婴儿被解救。
河南省商丘市妇幼保健院2011年4885份出生证明被盗,被拐孩子身份被洗白，保健科原科长李某英判有期徒刑八年，原副科长曹某连、丁某玲分别判有期徒刑四年。
佛山福爱嘉妇产医院12万的价格贩卖出生证,该医院相关负责人已经被刑事拘留。
孙海洋，深圳宝贝回家网站baobeihuijia.com悬赏20万元人民币寻儿子，2007年10月9日晚，将其儿子拐卖,2023年10月13日，深圳市南山区人民法院拐骗儿童罪判吴某龙有期徒刑五年，包庇罪判吴某光有期徒刑二年孙已申请检察机关抗诉。